# Sparteïne
Sparteïne (ook lupinidine genoemd) is een chinolizidine-alkaloïde, dat het hart, de bloedsomloop en de darmwerking stimuleert. Het kan fungeren als antiaritmicum.
Sparteïne heeft verder nog twee isomeren:
- β-isosparteïne (CAS-nummer 24915-04-6)
- α-Isosparteïne (CAS-nummer 446-95-7)

Sparteïne is giftig en kan de dood veroorzaken door storing van de bloedsomloop.

## Voorkomen
Sparteïne komt o.a. voor in de planten:
- Brem (plant)
- Duitse brem
- Stinkende gouwe
- Lupinus mutabilis